# Danylo Ignatenko
Danylo Igorovič Ignatenko [danylo igorovič ignatěnko] (ukrajinsky Данило Ігорович Ігнатенко; * 13. března 1997, Záporoží) je ukrajinský fotbalový záložník a reprezentant, od září 2024 hráč slovenského klubu ŠK Slovan Bratislava. Mimo Ukrajinu působil na klubové úrovni v Maďarsku a Francii. 

## Klubová kariéra
Svoji fotbalovou kariéru začal v Metalurhu Zaporižžja, kde v průběhu jarní části sezony 2014/15 debutoval v A-mužstvu. Na podzim 2015 byl Metalurh ze soutěže z finančních důvodu vyloučen.

### FK Šachtar Doněck
V lednu 2016 se stal hráčem Šachtaru Doněck, kde však za áčko neodehrál žádný zápas. Nastupoval nejprve pouze za rezervu a následně hostoval v jiných mužstvech.

### FC Mariupol (hostování)
Před jarní částí ročníku 2017/18 odešel původně na půlroční hostování, které bylo následně prodlouženo, do klubu FC Mariupol. Ligový debut v dresu tohoto celku si odbyl ve 25. kole hraném 1. dubna 2018 v souboji s Dynamem Kyjev (prohra 2:3), na hrací plochu přišel v 79. minutě. V Mariupolu nakonec při prvním působení strávil jeden a půl sezony.

### Ferencvárosi TC (hostování)
V létě 2019 zamířil hostovat na své první zahraniční angažmá, konkrétně do maďarského týmu Ferencvárosi TC. S tímto celkem postoupil přes mužstvo PFK Ludogorec Razgrad z Bulharska (výhry 2:1 doma a 3:2 venku) a maltský klub Valletta FC (výhra 3:1 doma a remíza 1:1 venku) do třetího předkola Ligy mistrů UEFA 2019/2020, ve kterém vypadli se spoluhráči po venkovní remíze 1:1 a prohře 0:4 doma s týmem GNK Dinamo Záhřeb z Chorvatska a byli přesunuti do čtvrtého předkola - play-off Evropské ligy UEFA 2019/2020, kde postoupili po remíze 0:0 venku a výhře 4:2 doma přes litevský celek FK Sūduva do skupinové fáze této soutěže. S Ferencvárosi byli zařazeni do základní skupiny H, kde v konfrontaci se soupeři: RCD Espanyol (Španělsko), PFK CSKA Moskva (Rusko) a znovu s Ludogorcem Razgrad skončili se ziskem sedmi bodů na třetím místě tabulky a do vyřazovací fáze se tak nekvalifikovali. 
Premiéru v lize si připsal ve třetím kole proti mužstvu Kaposvári Rákóczi FC (výhra 1:0), nastoupil na celé utkání. Svoji první a zároveň jedinou ligovou branku za Ferencvárosi TC dal 2. listopadu 2019 v souboji s klubem Mezőkövesdi SE, když při remíze 1:1 otevřel v deváté minutě střelecký účet střetnutí. V jarní části sezony 2019/20 získalo Ferencvárosi ligový titul, na jehož zisku se Ignatenko částečně podílel, i když byl v týmu jen první půlrok.

### FC Mariupol (druhé hostování)
V únoru 2020 se vrátil na hostování do Mariupolu. Obnovený debut v lize zažil v souboji s mužstvem FK Zorja Luhansk (prohra 1:2), odehrál druhý poločas. V Mariupolu působil tentokrát necelých sedm měsíců.

### SK Dnipro-1 (hostování)
V průběhu ročníku 2020/21 odešel hostovat do celku SK Dnipro-1. Svůj první start v lize zde absolvoval 3. října 2020 v pátém kole proti mužstvu FK Vorskla Poltava (remíza 2:2), na trávníku byl do 62. minuty. Poprvé za Dnipro se trefil 2. dubna 2021 v souboji s klubem FK Lviv (výhra 5:1), když v 58. minutě zvyšoval na průběžných 2:0. Během tohoto působení se prosadil ještě třikrát a to na podzim 2021 v soubojích s týmy FK Ruch Lvov (výhra 2:0), FK Kolos Kovalivka (výhra 2:0) a FK Černomorec Oděsa (výhra 3:1).

### FC Girondins de Bordeaux
Před jarem 2022 se stal posilou francouzského mužstva FC Girondins de Bordeaux tehdy hrajícího Ligue 1, kde byl nejprve na hostování. Ligovou premiéru v tomto celku zažil ve 23. kole proti klubu Stade Reims (prohra 0:5), na hřiště přišel v 64. minutě. Během jarní části sezony 2021/22 bojoval s Girondins o záchranu, která se nezdařila a s týmem sestoupil do Ligue 2. V létě 2022 do Bordeaux podle webu transfermarkt.com za milion eur přestoupil. O dva roky později Girondins de Bordeaux ztratil po bankrotu statut profesionálního mužstva a Ignatenko se stal volným hráčem. V průběhu tohoto angažmá zaznamenal tři góly, konkrétně dva v ročníku 2022/23 proti týmům Rodez AF (výhra 3:0) a SC Bastia (remíza 1:1) a jeden v následující sezoně v souboji s Rodezem AF (remíza 2:2).

### ŠK Slovan Bratislava

#### Sezóna 2024/25
V září 2024 po několika měsících bez působiště zamířil na Slovensko, kde podepsal tříletou smlouvu se Slovanem Bratislava. Se Slovanem se poprvé v historii mužstva představil krátce po svém příchodu v hlavní části Ligy mistrů UEFA 2024/2025 hrající se tehdy novým formátem, kde se se spoluhráči střetli s mužstvy Manchester City FC (Anglie) - (prohra 0:4 doma), FC Bayern Mnichov (Německo) - (prohra 1:3 venku), Atlético Madrid (Španělsko) - (prohra 1:3 venku), AC Milán (Itálie) - (prohra 2:3 doma), GNK Dinamo Záhřeb (Chorvatsko) - (prohra 1:4 doma), Celtic FC (Skotsko) - (prohra 1:5 venku), VfB Stuttgart (Německo) - (prohra 1:3 doma) a Girona FC (Španělsko) - (prohra 0:2 venku) a v konečné tabulce složené ze všech klubů postoupivších do ligové fáze skončili na 35. místě a do vyřazovací fáze nepostoupili. Celkem v tomto ročníku pohárové Evropy odehrál Ignatenko pět zápasů, v nichž branku nedal. 
Debut v lize si v tomto klubu odbyl proti celku FC DAC 1904 Dunajská Streda, když při venkovní výhře 2:1 nastoupil na celých 90 minut. Poprvé v sezoně se střelecky prosadil 4. prosince 2024 v dohrávce s týmem KFC Komárno (výhra 6:0), když ve 34. minutě zvyšoval na průběžných 3:0. Svůj druhý gól v lize v ročníku vsítil ve 21. kole proti mužstvu AS Trenčín, když v 83. minutě srovnával na konečných 1:1. Následně skóroval v odvetě s Dunajskou Stredou (prohra 1:2), když v 76. minutě srovnával na průběžných 1:1. Na jaře 2025 vybojoval se Slovanem Bratislava po domácí výhře 4:3 nad celkem MŠK Žilina sedmý ligový titul v řadě.

#### Sezóna 2025/26
Poprvé v sezoně se trefil ve čtvrtém kole hraném 16. srpna 2025, kdy dal jedinou a tudíž vítěznou branku v duelu s klubem MFK Skalica.

## Klubové statistiky
Aktuální k 18. květnu 2025
| Sezona    | Klub                          | Soutěž            | Zápasy | Góly |
| --------- | ----------------------------- | ----------------- | ------ | ---- |
| 2014/2015 | FK Metalurh Zaporižžja        | Premjer-liha      | 1      | 0    |
| 2015/2016 | FK Metalurh Zaporižžja        | Premjer-liha      | 10     | 1    |
| 2015/2016 | FK Šachtar Doněck             | Premjer-liha      | 0      | 0    |
| 2016/2017 | FK Šachtar Doněck             | Premjer-liha      | 0      | 0    |
| 2017/2018 | FK Šachtar Doněck             | Premjer-liha      | 0      | 0    |
| 2017/2018 | FC Mariupol (host.)           | Premjer-liha      | 7      | 0    |
| 2018/2019 | FC Mariupol (host.)           | Premjer-liha      | 20     | 0    |
| 2019/2020 | Ferencvárosi TC (host.)       | OTP Bank Liga     | 13     | 1    |
| 2019/2020 | FC Mariupol (host.)           | Premjer-liha      | 11     | 0    |
| 2020/2021 | FC Mariupol (host.)           | Premjer-liha      | 3      | 0    |
| 2020/2021 | SK Dnipro-1 (host.)           | Premjer-liha      | 17     | 1    |
| 2021/2022 | SK Dnipro-1 (host.)           | VBet Liha         | 14     | 3    |
| 2021/2022 | Girondins de Bordeaux (host.) | Ligue 1 Uber Eats | 11     | 0    |
| 2022/2023 | Girondins de Bordeaux         | Ligue 2 BKT       | 35     | 2    |
| 2023/2024 | Girondins de Bordeaux         | Ligue 2 BKT       | 30     | 1    |
| 2024/2025 | ŠK Slovan Bratislava          | Niké liga         | 23     | 3    |
| 2025/2026 | ŠK Slovan Bratislava          | Niké liga         |        |      |

## Reprezentační kariéra

### U21 a A-mužstvo
V roce 2016 odehrál jeden zápas za Ukrajinu U21. V A-týmu Ukrajiny debutoval v utkání Ligy národů UEFA 2022/2023 – Ligy B1 hraném v Dublinu 8. června 2022 proti Irsku (výhra 1:0), na hrací plochu přišel v 87. minutě. Poprvé za áčko ukrajinské reprezentace se prosadil ve stejném ročníku Ligy národů proti Arménii, když při výhře 5:0 dal branku v 81. minutě.

### Reprezentační zápasy a góly
Zápasy Danyla Igoroviče Ignatenka za A-mužstvo Ukrajiny
| 2022                | 5 | 1 |
| 2023                | 1 | 0 |
| 2024                | 0 | 0 |
| Celkem              | 6 | 1 |
| Platí k 16. 9. 2024 |   |   |

Seznam gólů Danyla Igoroviče Ignatenka v A-mužstvu ukrajinské reprezentace
| 010                 | 24. 9. 2022 | Stadion republiky Vazgena Sargsjana, Jerevan, Arménie | Arménie | 00:4 0(81.) | 0:5 | Liga národů UEFA 2022/2023 – Liga B1 |
| Platí k 16. 9. 2024 |             |                                                       |         |             |     |                                      |